# Eishockey-Bundesliga 1980/81
Die Saison 1980/81 der Eishockey-Bundesliga war die 23. Spielzeit der höchsten deutschen Eishockeyliga und die erste, in der der Meister im Play-off-Modus nach nordamerikanischem Vorbild ausgespielt wurde. Deutscher Meister wurde der SC Riessersee, der die Düsseldorfer EG in drei Finalspielen schlagen und damit seinen zehnten Titel gewinnen konnte. In die 2. Bundesliga mussten der Duisburger SC sowie Neuling EHC 70 München absteigen, sie wurden durch den ERC Freiburg und den Schwenninger ERC ersetzt.
Überschattet wurde die Saison vom sogenannten Passfälscherskandal, ein Skandal um ausländische Spieler mit gefälschten deutschen Pässen, welcher Punktabzüge für die betroffenen Mannschaften Kölner EC und Duisburger SC zur Folge hatte.

## Voraussetzungen

### Teilnehmer
Folgende zwölf Vereine nehmen an der Eishockey-Bundesliga 1980/81 teil (alphabetische Sortierung mit Vorjahresplatzierung):
| Klub            | Standort               | Vorjahr           |
| --------------- | ---------------------- | ----------------- |
| VfL Bad Nauheim | Bad Nauheim            | 9.                |
| Berliner SC     | Berlin                 | 5.                |
| Düsseldorfer EG | Düsseldorf             | 2.                |
| Duisburger SC   | Duisburg               | 7.                |
| EV Füssen       | Füssen                 | 8.                |
| ESV Kaufbeuren  | Kaufbeuren             | Aufsteiger        |
| Kölner EC       | Köln                   | 6.                |
| EV Landshut     | Landshut               | 4.                |
| Mannheimer ERC  | Mannheim               | Deutscher Meister |
| EHC 70 München  | München                | Aufsteiger        |
| SC Riessersee   | Garmisch-Partenkirchen | 3.                |
| SB Rosenheim    | Rosenheim              | 10.               |

### Modus
Nach nordamerikanischem Vorbild wird der Deutsche Meister seit der Saison 1980/81 im Play-off-System ermittelt. In der Premierensaison wurden die Spiele im Modus „Best-of-Three“ ausgespielt, wobei die in der Vorrunde besser platzierte Mannschaft im ersten – und dann auch in einem eventuellen dritten und entscheidenden – Spiel den Heimvorteil genoss. Die besten acht Mannschaften der Vorrunde, die in Form einer Doppelrunde ausgetragen wurde, qualifizierten sich für die Play-offs. Im Viertelfinale spielte der Erste gegen den Achten, der Zweite gegen den Siebten, der Dritte gegen den Sechsten sowie der Vierte gegen den Fünften der Hauptrunde. Die restlichen Mannschaften auf den Vorrundenplätzen 9 bis 12 spielten in einer Abstiegsrunde die beiden Absteiger in die 2. Bundesliga aus. Die Abstiegsrunde wurde unter Mitnahme aller Vorrundenpunkte in einer Einfachrunde ausgetragen. Der neue Modus wurde zunächst aus sportlicher Sicht sehr kritisch gesehen, denn mit dem Titel würde nicht die beste Mannschaft der gesamten Saison, sondern nur das beste Team der letzten Phase geehrt; zudem würde nach Meinung der Kritiker die Doppelrunde zu einem bloßen monatelangen Vorgeplänkel degradiert. Allerdings konnte die Liga in den Play-off-Spielen deutlich höhere Zuschauerzahlen verzeichnen.

## Vorrunde

### Passfälscherskandal
Während der Vorrunde wurde bekannt, dass mehrere ausländische Spieler mit gefälschten deutschen Pässen eingesetzt worden waren, um somit die Begrenzung für ausländische Spieler zu umgehen. Vom sogenannten Passfälscherskandal waren zwei Bundesligamannschaften betroffen, zum einen der Vorjahresaufsteiger Duisburger SC, zum anderen der zweifache Deutsche Meister Kölner EC. Für beide Teams wurden alle Spiele mit Beteiligung von Spielern mit gefälschten Pässen mit 0:5 Toren als verloren gewertet. Für den Duisburger SC bedeutete dies den Abstieg, der Kölner EC rutschte durch die Punktabzüge aus den Playoff-Rängen und entging dem Abstieg in der Abstiegsrunde. Da die Entscheidung über den Punktabzug gegen Köln erst nach Beendigung der Hauptrunde getroffen worden war, mussten die Viertelfinals, an denen auch noch der Kölner EC teilgenommen hatte, annulliert und neu angesetzt werden. Der EV Füssen, der bereits zwei Spiele in der Abstiegsrunde bestritten hatte (10:8 gegen Bad Nauheim und 5:5 in Duisburg), rückte in die Playoffs nach. Insgesamt wurden dem Kölner EC durch Spielwertungen 22 Punkte, dem Duisburger SC 17 Punkte aberkannt. 
Am 9. März 1981 kam es zudem im Bundesligaspiel VfL Bad Nauheim gegen den Kölner EC zu einer Massenprügelei, woraufhin der Schiedsrichter inklusive Match-, Spieldauer- und Disziplinarstrafen insgesamt 166 Strafminuten verhängte.

### Abschlusstabelle
|     | Klub               | Sp | S  | U | N  | Tore    | Punkte |
| --- | ------------------ | -- | -- | - | -- | ------- | ------ |
| 1.  | SC Riessersee      | 44 | 30 | 8 | 6  | 212:123 | 68:20  |
| 2.  | Düsseldorfer EG    | 44 | 29 | 3 | 12 | 258:167 | 61:27  |
| 3.  | Mannheimer ERC (M) | 44 | 25 | 5 | 14 | 258:163 | 55:33  |
| 4.  | Berliner SC        | 44 | 23 | 6 | 15 | 202:170 | 52:36  |
| 5.  | EV Landshut        | 44 | 22 | 7 | 15 | 211:141 | 51:37  |
| 6.  | SB Rosenheim       | 44 | 22 | 6 | 16 | 187:145 | 50:38  |
| 7.  | ESV Kaufbeuren (N) | 44 | 18 | 6 | 20 | 190:234 | 42:46  |
| 8.  | EV Füssen          | 44 | 18 | 4 | 22 | 196:210 | 40:48  |
| 9.  | VfL Bad Nauheim    | 44 | 16 | 7 | 21 | 171:201 | 39:49  |
| 10. | Kölner EC          | 44 | 17 | 2 | 25 | 151:181 | 36:52  |
| 11. | EHC 70 München (N) | 44 | 12 | 6 | 26 | 157:205 | 30:58  |
| 12. | Duisburger SC      | 44 | 1  | 0 | 43 | 65:328  | 2:86   |

Abkürzungen: Sp = Spiele, S = Siege, U = Unentschieden, N = Niederlagen, (N) = Neuling, (M) = Titelverteidiger

Erläuterungen:       = Play-offs,       = Abstiegsrunde.

### Beste Scorer
| Spieler          | Mannschaft      | Spiele | Tore | Assists | Punkte |
| ---------------- | --------------- | ------ | ---- | ------- | ------ |
| Dick Decloe      | Düsseldorfer EG | 37     | 51   | 41      | 92     |
| Jiří Kochta      | EV Landshut     | 44     | 37   | 54      | 91     |
| Holger Meitinger | Mannheimer ERC  | 44     | 37   | 53      | 90     |
| Dieter Hegen     | ESV Kaufbeuren  | 43     | 54   | 35      | 89     |
| Erich Kühnhackl  | EV Landshut     | 44     | 40   | 46      | 86     |
| Roland Eriksson  | Düsseldorfer EG | 40     | 31   | 55      | 86     |
| Ralph Krueger    | Düsseldorfer EG | 36     | 42   | 39      | 81     |
| Marcus Kuhl      | Mannheimer ERC  | 43     | 41   | 40      | 81     |
| Jörg Hiemer      | EV Füssen       | 43     | 47   | 33      | 80     |
| Franz Reindl     | SC Riessersee   | 44     | 47   | 31      | 78     |
| Ron Andruff      | Mannheimer ERC  | 44     | 35   | 43      | 78     |

### Beste Verteidiger
| Spieler     | Mannschaft     | Spiele | Tore | Assists | Punkte |
| ----------- | -------------- | ------ | ---- | ------- | ------ |
| Ken Baird   | Duisburger SC  | 39     | 31   | 40      | 71     |
| Mike Zettel | ESV Kaufbeuren | 43     | 14   | 46      | 60     |
| Mike Ford   | Kölner EC      | 39     | 21   | 26      | 47     |

## Abstiegsrunde
Die Abstiegsrunde wurde als Einfachrunde unter Mitnahme der Vorrundenpunkte ausgespielt. Nach den ersten beiden Spieltagen wurden dem Kölner EC nachträglich Punkte aberkannt, so dass der EV Füssen aus der Abstiegsrunde in die Playoffs nachrückte. Die ersten beiden Spiele wurden grundsätzlich annulliert. Der Duisburger SC, der keine Chance auf den Klassenerhalt hatte, verzichtete dabei erneut in München anzutreten und erkannte die 5:1-Niederlage vom 20. Februar an. Dem VfL Bad Nauheim reichten die aus der Vorrunde mitgenommenen 39 Punkte zum Klassenerhalt. Neben drei Auswärtsniederlagen verbuchte das Team einen Sieg gegen München und ein Unentschieden gegen Duisburg.

### Abschlusstabelle
|     | Klub               | Sp | S  | U | N  | Tore    | Punkte |
| --- | ------------------ | -- | -- | - | -- | ------- | ------ |
| 9.  | Kölner EC          | 50 | 22 | 2 | 26 | 198:198 | 46:54  |
| 10. | VfL Bad Nauheim    | 50 | 17 | 8 | 25 | 195:233 | 42:58  |
| 11. | EHC 70 München (N) | 50 | 15 | 6 | 29 | 180:235 | 36:64  |
| 12. | Duisburger SC      | 50 | 3  | 1 | 46 | 84:362  | 7:93   |

Abkürzungen: Sp = Spiele, S = Siege, U = Unentschieden, N = Niederlagen, (N) = Neuling

Erläuterungen:       = Klassenerhalt,       = Abstieg.

## Play-offs
Alle Play-off-Runden wurden im Modus „Best-of-Three“ ausgespielt.
Als Folge des Passfälscherskandals wurden dem Kölner EC so viele Punkte abgezogen, dass dieser in die Abstiegsrunde rutschte. Als diese Entscheidung getroffen wurde, waren die Viertelfinals bereits beendet. Der DEB entschied die erste Runde zu annullieren und die Spiele anhand der neuen Tabelle erneut anzusetzen. So rückte der EV Füssen für den Kölner EC nach. Ein weiterer Nutznießer war der Berliner SC, der in der ersten Ansetzung an Mannheim gescheitert war und sich im zweiten Anlauf gegen Landshut durchsetzen konnte.

### Viertelfinale (annulliert)
|                 |   |                | Serie | 1   | 2   | 3   |
| --------------- | - | -------------- | ----- | --- | --- | --- |
| SC Riessersee   | – | ESV Kaufbeuren | 2:0   | 8:3 | 4:3 | –   |
| Düsseldorfer EG | – | SB Rosenheim   | 2:1   | 2:1 | 2:3 | 5:2 |
| Mannheimer ERC  | – | Berliner SC    | 2:0   | 6:3 | 8:3 | –   |
| Kölner EC       | – | EV Landshut    | 2:0   | 6:2 | 5:3 | –   |

### Viertelfinale
|                 |   |                | Serie | 1         | 2   | 3   |
| --------------- | - | -------------- | ----- | --------- | --- | --- |
| SC Riessersee   | – | EV Füssen      | 2:0   | 6:4       | 3:1 | –   |
| Düsseldorfer EG | – | ESV Kaufbeuren | 2:0   | 14:4      | 7:5 | –   |
| Mannheimer ERC  | – | SB Rosenheim   | 2:1   | 3:2 n. V. | 2:4 | 3:2 |
| Berliner SC     | – | EV Landshut    | 2:1   | 4:3       | 2:7 | 4:0 |

### Halbfinale
|                 |   |                | Serie | 1   | 2   | 3         |
| --------------- | - | -------------- | ----- | --- | --- | --------- |
| SC Riessersee   | – | Berliner SC    | 2:1   | 5:3 | 3:4 | 4:2       |
| Düsseldorfer EG | – | Mannheimer ERC | 2:1   | 5:0 | 2:6 | 5:4 n. V. |

### Spiel um Platz 3
|                |   |             | Serie | 1         | 2   | 3 |
| -------------- | - | ----------- | ----- | --------- | --- | - |
| Mannheimer ERC | – | Berliner SC | 2:0   | 3:2 n. V. | 4:1 | – |

### Finale
|               |   |                 | Serie | 1   | 2   | 3   |
| ------------- | - | --------------- | ----- | --- | --- | --- |
| SC Riessersee | – | Düsseldorfer EG | 2:1   | 4:2 | 1:4 | 7:4 |

### Beste Scorer
| Spieler         | Team            | Spiele | Tore | Assists | Punkte |
| --------------- | --------------- | ------ | ---- | ------- | ------ |
| Ralph Krueger   | Düsseldorfer EG | 11     | 10   | 12      | 22     |
| Franz Reindl    | SC Riessersee   | 10     | 9    | 12      | 21     |
| Roland Eriksson | Düsseldorfer EG | 11     | 6    | 15      | 21     |

## Kader des Deutschen Meisters
| Deutscher Meister SC Riessersee | Torhüter: Vladimír Dzurilla, Max Fink Verteidiger: Joachim Reil, Ignaz Berndaner, Gerhard Schaaf, Peter Gailer, Hans Konstanzer Angreifer: Franz Reindl, Ernst Höfner, Hans Diepold, Doug Gibson, Robert Heinrich, Ferdinand Strodl, Anton Hofherr, Hubert Müller, Franco de Nobili, Hansjörg Neuner, Bernhard Benz Cheftrainer: Dr. Jano Starsi |